# Підляське воєводство
Підля́ське воєво́дство (пол. Województwo Podlaskie) — воєводство в Польщі, лежить у північно-східній його частині, межуючи з Білоруссю і Литвою. У регіоні чотири національні і три ландшафтні парки. Південно-східна частина воєводства охоплює історичний край Підляшшя.
Північна частина регіону — Сувальське поозер'я з найглибшим у низовинній частині Європи озером Ханьча. Його глибина досягає 108 м. Околиці озера — утворений льодовиком рельєф Сувальського ландшафтного парку.
У регіоні є й дика Августовська пуща, що обступає озеро Вігри. Пущу перетинає старовинний Августовський канал, справжній пам'ятник інженерної техніки, що діє з 1839 року. Канал сполучає річки Бобра і Німан, по польській стороні на ньому 14 шлюзів, зокрема 9, що збереглися з XIX століття.

## Історія
До вересня 1939 року територія області входила до складу Польської республіки. У той час, згідно із секретним Пактом Молотова — Ріббентропа між СРСР та нацистською Німеччиною, вона була зайнята військами Радянського Союзу. 22 жовтня того ж року радянська влада організувала на зайнятій території вибори. Майже всі кандидати були підібрані радянською владою, незалежних кандидатів не допускали, громадяни були змушені голосувати, а у всьому краї почався терор і репресії проти тих, хто не підтримував радянську владу. Згідно з офіційними результатами, за радянських кандидатів проголосувало 90% виборців. Після виборів, «обрані» депутати на зборах у Білостоці 28-30 жовтня звернулися з проханням приєднати ці землі до складу Білоруської РСР. 2 листопада Білосточчина була включена до складу СРСР. 9 грудня радянська влада розділила зайняті території на області — таким чином була створена і Білостоцька область.
Всі ці рішення вважалися незаконними з точки зору міжнародного права. Заняття північно-східних земель міжвоєнної Польської Республіки та включення їх до складу СРСР порушувало положення багатьох міжнародних договорів, зокрема Ризького мирного договору 1921 р., Договору про ненапад 1932 р. і Лондонської конвенції 1933 року про дефініції агресора. З цієї причини міжнародне співтовариство вважало територію Білостоцької області частиною Польщі під радянською окупацією.
У липні 1944 року місто було відвойовано радянськими окупантами і приєднано до Білорусі. 20 вересня 1944 року Білосток з прилеглими районами було передано Польщі, яка почала проводити політику насильницького виселення звідти білорусів і українців. У 1946 році під час адміністративного поділу з цих територій було утворене Білостоцьке воєводство. У 1975 році воєводство було поділено між трьома меншими: Білостоцьким, Сувалкським і Ломжинським. Під час нової адміністративної реформи 1998 року з регіону було утворено Підляське воєводство.

## Географія

### Розміщення
Підляське воєводство межує:
- на заході з Мазовецьким та Вармінсько-Мазурським (північний захід) воєводствами,
- на півдні з Люблінським воєводством,
- на сході з Білоруссю (Берестейська та Гродненська області),
- на північному сході з Литвою (Алітуський та Маріямпольський повіти).

## Міста з населенням від 50 000
| Місто    | Населення | Площа     |
| -------- | --------- | --------- |
| Білосток | 291.823   | 102 км²   |
| Сувалки  | 69.268    | 65,50 км² |
| Ломжа    | 63.819    | 32,71 км² |

## Адміністративний поділ Підляського воєводства
- Міста з правами повіту (Міські повіти):
  - Білосток
  - Ломжа
  - Сувалки
- Сільські повіти:
  - Августівський — Августів
  - Білостоцький — Білосток
  - Більський — Більськ-Підляський
  - Високомазовецький — Високе-Мазовецьке
  - Граєвський — Граєво
  - Гайнівський — Гайнівка
  - Замбрівський — Замбрів
  - Кольненський — Кольно
  - Ломжинський — Ломжа
  - Монецький — Монькі
  - Сейненський — Сейни
  - Сім'ятицький — Сім'ятичі
  - Сокольський — Сокулка
  - Сувальський — Сувалки